# 삼성 갤럭시 코어 프라임
삼성 갤럭시 코어 프라임 (부스트 모바일에서는 갤럭시 프리베일 LTE로도 알려짐)은 삼성전자가 설계, 개발, 판매하는 안드로이드 스마트폰이다. 갤럭시 코어 프라임은 4.5 in (110 mm) WVGA 디스플레이, 4G LTE 연결 및 안드로이드 킷캣 4.4.4를 특징으로 한다. 일부 변형은 롤리팝 5.0.2 OS로 업그레이드할 수 있다. 또는 롤리팝 5.1.1. 삼성 갤럭시 코어 프라임의 4G 버전(SM-360FY/DS)은 2015년 6월 2일에 출시되었다.

## 변형
브라질에서 코어 프라임은 윈 2라는 이름으로 판매되며, DTV 튜너를 선택적으로 포함하는 모델이다.
삼성 갤럭시 코어 프라임 밸류 에디션은 2015년에 마벨 PXA1908을 탑재하고 출시되었다.

## 사양
- 단일 또는 듀얼 SIM
- 4.5인치 480 × 800 TFT 디스플레이, 207 dpi (xdpi: 197, ydpi: 192)
- 안드로이드 OS 버전 4.4.4 킷캣으로 출고. "TouchWiz Home" 홈 화면 UI가 있는 롤리팝 OS 5.0.2 또는 5.1.1 운영체제로 업데이트 가능
- 쿼드 코어 1.2 GHz Cortex-A53 프로세서
- 아드레노 306/말리 400MP GPU
- 1 GB RAM
- 스냅드래곤 410 칩셋/스프레드트럼 SC8830
- 8 GB 내장 저장 공간, microSD 카드 슬롯 (최대 128 GB)
- LED 플래시, 720p 비디오 녹화 기능이 있는 5메가픽셀 카메라, 2메가픽셀 전면 카메라
- Cat. 4 LTE (150/50 Mbit/s); Wi-Fi b/g/n; 블루투스 4.0; NFC; GPS; microUSB, FM 라디오
- 2,000 mAh 배터리.

## 평가
PC매그는 이 휴대폰의 콤팩트함을 언급했다. 테크레이더는 이 휴대폰이 저가 시장에서 좋은 경쟁자가 아니라고 평가했다.

## 논란
한 남자아이가 삼성 갤럭시 코어 프라임을 들고 있다가 휴대폰이 폭발했다. 아이는 911에 전화한 후 병원으로 옮겨졌고, 회복 후 휴대폰에 대한 공포 장애를 겪게 되었다. 이는 폭발로 악명 높은 갤럭시 노트7으로 오해받아 혼란을 야기했다.

## 같이 보기
- 삼성 갤럭시 코어
- 삼성 갤럭시 스타 2 플러스